# Осієвська (Верхньотоємський район)
Осієвська (рос. Осиевская) — селище в Верхньотоємському районі Архангельської області Російської Федерації.
Населення становить 36 осіб. Входить до складу муніципального утворення Верхньотоємський муніципальний округ.

## Історія
До 1 червня 2021 року входило до складу муніципального утворення Афанасєвське муніципальне утворення.

## Населення
| 2002 | 2010 |
| ---- | ---- |
| 64   | ↘36  |